# はむばね
はむばね（1985年10月7日 - ）は、日本のライトノベル作家。奈良県出身。奈良県在住。
名前は中学3年生頃から呼ばれている愛称の1つ「翁」に由来する。「翁」を分解してハム羽→はむばね。高校一年生の夏にライトノベルを読み始め、小説を執筆するようになった。

## 人物
- 丑年。誕生石はオパール。天秤座。
- 2008年3月立命館大学情報理工学部卒業。
- 2010年3月立命館大学大学院理工学研究科計算機科学コース修了。
- 趣味はお酒、マインスイーパー。マインスイーパー上級最高タイムは87秒[3]。
- 衝動的に、女児用スクール水着を購入したエピソードがある[4]。
- 研究室内では食器洗いなどをよく行う[要出典]。

## 経歴
- 2004年 - 「死と少女と口付けと」で第1回スクウェア・エニックス小説大賞入選受賞。
- 2005年 - 受賞作のタイトルを『スタンプ・デッド』としてデビュー。
- 2008年 - 「魔王さんちの勇者さま」で第5回トクマ・ノベルズEdge新人賞徳間デュアル文庫特別賞受賞（幸空〈みゆき そら〉名義）。
- 2017年 - 「育魔勇者」で第11回HJ文庫大賞銀賞受賞[5][6]。その後タイトルを『カンスト勇者の超魔教導〈オーバーレイズ〉 〜将来有望な魔王と姫を弟子にしてみた〜』に改め、同年9月30日に発売。
- 2017年 - 「対スライム戦績ゼロ勝勇者」でジャンプ小説新人賞'16 Winter小説フリー部門銀賞受賞[7]。
- 2017年 - 「庄川さんは漏らしそう」で第30回ファンタジア大賞金賞受賞[8]。その後タイトルを『お助けキャラに彼女がいるわけないじゃないですか』に改め、2018年1月20日に発売。
- 2017年 - 『カンスト勇者の超魔教導〈オーバーレイズ〉 〜将来有望な魔王と姫を弟子にしてみた〜』でラノベニュースオンラインアワード2017年10月刊 新作総合部門・新作部門受賞[9]。
- 2018年 - 『お助けキャラに彼女がいるわけないじゃないですか』でラノベニュースオンラインアワード2018年5月刊 新作総合部門受賞[10]。
- 2018年 - 『お助けキャラに彼女がいるわけないじゃないですか 3』でラノベニュースオンラインアワード2018年8月刊 萌えた部門、2018年8月刊 新作総合部門受賞[11]。
- 2019年 - 『異世界からJK転生した元妹が、超グイグイくる。』でラノベニュースオンラインアワード2019年12月刊 笑った部門受賞[12]。

## 作品リスト

### 小説
- スタンプ・デッドシリーズ（イラスト：稀捺かのと・桑里虎助[13]、スクウェア・エニックス・ノベルズ、全5巻）
- 太陽で台風シリーズ（イラスト：岸田メル、スクウェア・エニックス・ノベルズ、全2巻）
  - 太陽で台風 2008年11月27日発売 ISBN 978-4-7575-2437-8
  - 太陽で台風 2 2009年11月21日発売 ISBN 978-4-7575-2738-6
- 魔王さんちの勇者さまシリーズ（イラスト：ばっじん、徳間デュアル文庫、全4巻）
  - 魔王さんちの勇者さま 2009年2月10日発売 ISBN 978-4-19-905192-0
  - 魔王さんちの勇者さま 2 2009年12月10日発売 ISBN 978-4-19-905200-2
  - 魔王さんちの勇者さま 3 2010年4月7日発売 ISBN 978-4-19-905202-6
  - 魔王さんちの勇者さま 4 2010年12月8日発売 ISBN 978-4-19-905204-0
- 魔法少女アーヤ☆アミー 2011年6月22日発売 （イラスト：小島あきら、ガンガンノベルズ） ISBN 978-4-7575-3281-6
- 欠陥妖怪住宅 2013年10月4日発売（イラスト：ばっじん、徳間書店） ISBN 978-4-19-893754-6
- ブチ切れ勇者の世界征服シリーズ（イラスト：MEL、ぽにきゃんBOOKS、全2巻[14]）
  - ブチ切れ勇者の世界征服 1 2014年7月3日発売 ISBN 978-4-86529-041-7
  - ブチ切れ勇者の世界征服 2 2015年1月7日発売 ISBN 978-4-86529-115-5
- パラレル家族計画 2015年3月6日発売（イラスト：ばっじん、徳間文庫） ISBN 978-4-19-893953-3
- カンスト勇者の超魔教導〈オーバーレイズ〉シリーズ（イラスト：青乃純尾、HJ文庫、全3巻）
  - カンスト勇者の超魔教導〈オーバーレイズ〉 〜将来有望な魔王と姫を弟子にしてみた〜 2017年9月30日発売 ISBN 978-4-7986-1552-3
  - カンスト勇者の超魔教導〈オーバーレイズ〉 2 〜今度は盗賊少女とおっさん共を弟子にしてみた〜 2018年2月1日発売 ISBN 978-4-7986-1623-0
  - カンスト勇者の超魔教導〈オーバーレイズ〉 3 〜そして彼女は魔王となった〜 2018年9月1日発売 ISBN 978-4-7986-1765-7
- お助けキャラに彼女がいるわけないじゃないですかシリーズ（イラスト：sune、富士見ファンタジア文庫、全3巻）
  - お助けキャラに彼女がいるわけないじゃないですか 2018年1月20日発売 ISBN 978-4-04-072619-9
  - お助けキャラに彼女がいるわけないじゃないですか 2 2018年5月19日発売 ISBN 978-4-04-072620-5
  - お助けキャラに彼女がいるわけないじゃないですか 3 2018年8月18日発売 ISBN 978-4-04-072899-5
- 世話好きで可愛いJK3姉妹だったら、おうちで甘えてもいいですか？シリーズ （イラスト：TwinBox、富士見ファンタジア文庫、全2巻、カクヨムにて先行公開）
  - 世話好きで可愛いJK3姉妹だったら、おうちで甘えてもいいですか？ 2019年11月20日発売 ISBN 978-4-04-073407-1
  - 世話好きで可愛いJK3姉妹だったら、おうちで甘えてもいいですか？ 2 2020年3月19日発売 ISBN 978-4-04-073408-8
- 異世界からJK転生した元妹が、超グイグイくる。シリーズ（イラスト：鉄人桃子、HJ文庫、既刊2巻）
  - 異世界からJK転生した元妹が、超グイグイくる。 1 2019年11月30日発売 ISBN 978-4-7986-2063-3
  - 異世界からJK転生した元妹が、超グイグイくる。 2 2020年5月1日発売 ISBN 978-4-7986-2205-7
- 幼馴染をフッたら180度キャラがズレた 2020年11月20日発売 （イラスト：ねぶそく、富士見ファンタジア文庫） ISBN 978-4-04-073883-3
- 元カノと今カノが俺の愛を勝ち取ろうとしてくる。 2020年12月26日発売 （イラスト：けけもつ、角川スニーカー文庫） ISBN 978-4-04-110946-5
- 男子だと思っていた幼馴染との新婚生活がうまくいきすぎる件についてシリーズ（イラスト：Parum、角川スニーカー文庫） 
  - 男子だと思っていた幼馴染との新婚生活がうまくいきすぎる件について 2022年4月1日発売 ISBN 978-4-04-112423-9
  - 男子だと思っていた幼馴染との新婚生活がうまくいきすぎる件について2 2022年7月29日発売　ISBN 978-4041128794

### 漫画原作
- スタンプ・デッド 2007年1月27日発売（作画：桑里虎助、ガンガンウイングコミックス） ISBN 978-4-7575-1919-0
- カンスト勇者の超魔教導<オーバーレイズ>1〜将来有望な魔王と姫を弟子にしてみた〜 2022年7月1日発売（作画：森山ゆっこ、HJコミックス） ISBN 978-4798628707

### ノベライズ
- 『ぼくたちは勉強ができない』シリーズ（原作：筒井大志、JUMP j BOOKS）
  - ぼくたちは勉強ができない 非日常の例題集 2019年4月4日発売 ISBN 978-4-08-703474-5
  - ぼくたちは勉強ができない 未体験の時間割 2019年12月4日発売 ISBN 978-4-08-703489-9
- 大正処女御伽話　共ニ歩ム春夏秋冬 2021年10月4日発売（原作：桐丘さな、JUMP j BOOKS）ISBN 978-4-08-703516-2
- 君のことが大大大大大好きな100人の彼女 番外恋物語 〜シークレットラブストーリー〜 2023年7月19日（原作：中村力斗、JUMP j BOOKS） ISBN 978-4-08-703530-8